# Cyrtandra benaratica
Cyrtandra benaratica är en tvåhjärtbladig växtart som beskrevs av Brian Laurence Burtt. Cyrtandra benaratica ingår i släktet Cyrtandra och familjen Gesneriaceae. Inga underarter finns listade i Catalogue of Life.